# Boira

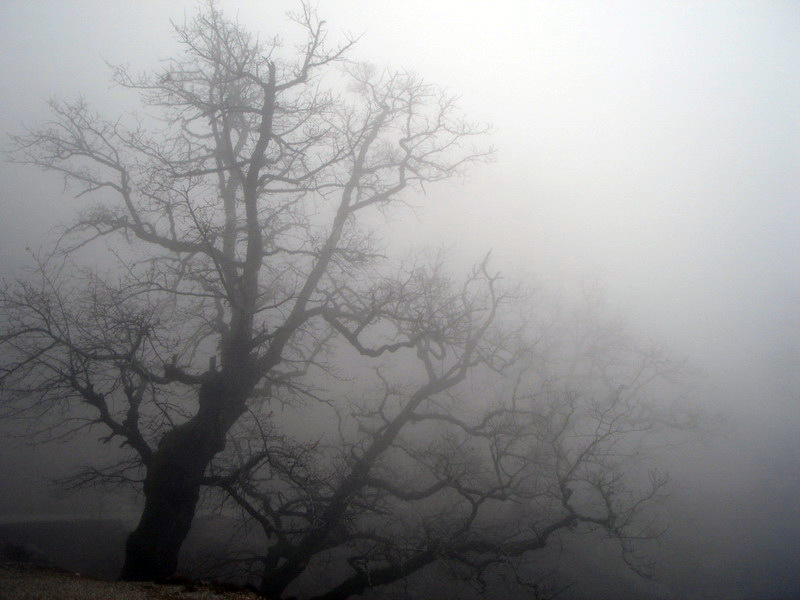
Boira.

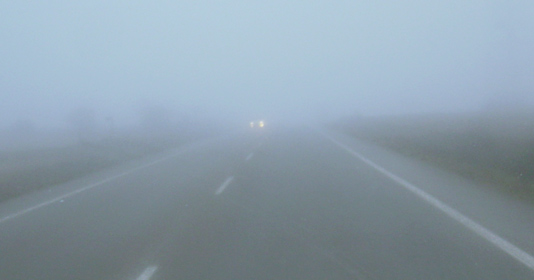
Boira sobre una carretera.

La boira o broma (i boirassa o bromassa quan és molt espessa; boirina o boirim quan és lleu) és una condensació d'aigua situada a prop o fregant la superfície de la Terra format per petites gotes d'aigua en suspensió. Aquest fenomen meteorològic redueix la visibilitat horitzontal sobre la superfície. Es parla de boira quan la visibilitat horizontal es redueix a un quilòmetre o menys.
Per la seva formació és necessària l'evaporació abundant a la superfície del sòl i la immobilitat relativa de l'aire o la seua escassa turbulència. Quan augmenta l'escalfament solar o s'incrementa la velocitat del vent, desapareix la boira. La freqüència i intensitat del fenomen té una estreta relació amb el relleu (fons de les valls o conques tancades), de manera que tot i la radiació solar, de vegades, no arriba a desaparèixer del tot en dies sencers, ni tan sols a les hores centrals del dia. La constitució de la boira és idèntica a la dels núvols amb gotes d'aigua líquida. En realitat, es tracta d'un estrat en contacte amb el terra, i l'única diferència és el lloc de formació.

## Formació

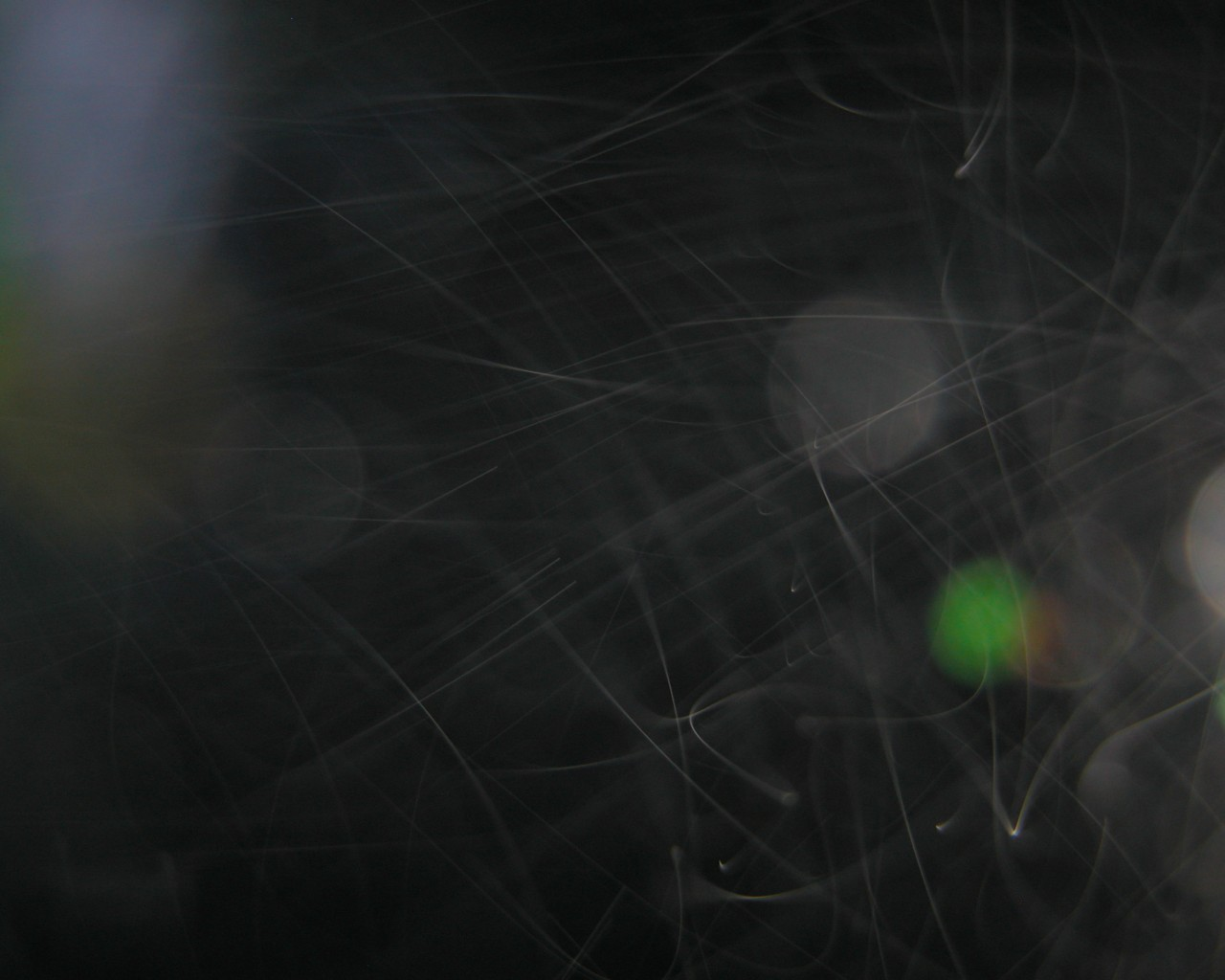
Petites gotes d'aigua constitueixen aquesta boira de radiació després de la foscor, amb una temperatura ambient de −2 °C (28 °F). Els seus rastres de moviment es capturen com a ratlles.

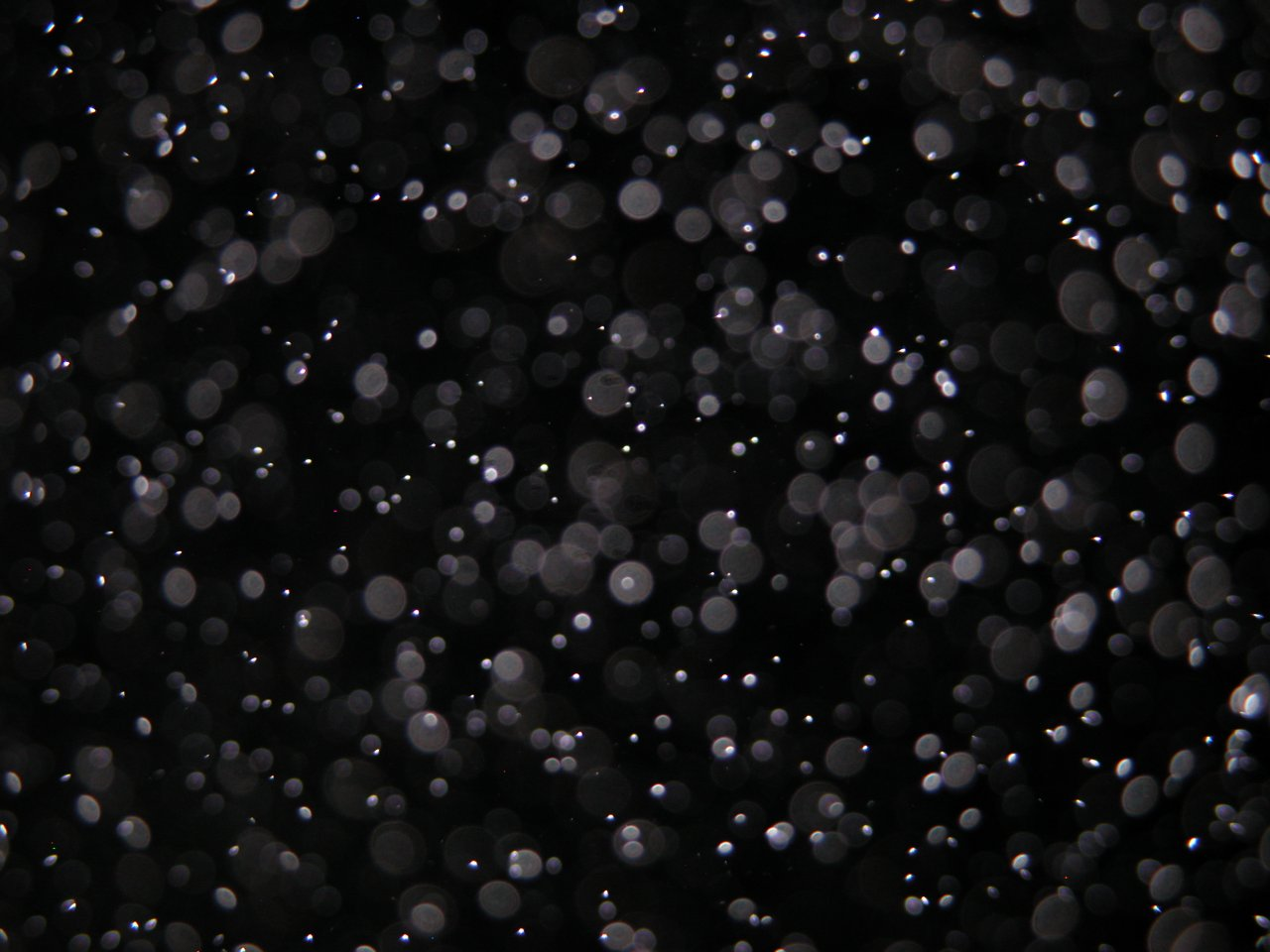
Vista de prop de les gotes d'aigua que formen boira. Els que estan fora de la profunditat de camp de la lent de la càmera apareixen com a orbs.

La boira es forma quan la diferència entre la temperatura de l'aire i el punt de rosada és inferior a 2.5 °C.
La boira comença a formar-se quan el vapor d'aigua es condensa en petites gotes d'aigua que queden suspeses a l'aire. Alguns exemples de maneres en què el vapor d'aigua s'integra en l'aire són mitjançant la convergència del vent en àrees de moviment ascendent; precipitació o virga que cau des de dalt; escalfament diürn que evapora l'aigua de la superfície dels oceans, masses d'aigua o terra humides; transpiració de les plantes; aire fresc o sec que es mou sobre aigua més càlida; i elevacions d'aire sobre les muntanyes. El vapor d'aigua normalment comença a condensar-se sobre nuclis de condensació com la pols, el gel i la sal per formar núvols. La boira, com el seu estrat, és una coberta de núvols estable que tendeix a formar-se quan una massa d'aire fresca i estable queda atrapada sota una massa d'aire càlid.
La boira es produeix normalment a una humitat relativa propera al 100%. Això es produeix per humitat afegida a l'aire o per la baixada de la temperatura de l'aire. No obstant això, la boira es pot en humitats més baixes i, de vegades, no es forma amb una humitat relativa al 100%. Amb una humitat relativa del 100%, l'aire no pot contenir humitat addicional, per tant, l'aire es sobresaturarà si s'afegeix humitat addicional.
La boira sol produir precipitacions en forma de plugim o neu molt lleugera. La pluja es produeix quan la humitat de la boira arriba al 100% i les petites gotes de núvol comencen a unir-se en gotes més grans. Això pot passar quan la capa de boira s'aixeca i es refreda prou, o quan es comprimeix a la força des de dalt per l'aire descendent. La pluja es converteix en una pluja glacial quan la temperatura a la superfície baixa per sota del punt de congelació.
El gruix d'una capa de boira depèn en gran manera per l'altitud del límit d'inversió, que a les zones costaneres o oceàniques és també la part superior de la capa marina, per sobre de la qual la massa d'aire és més càlida i seca. El límit d'inversió varia la seva altitud principalment en resposta al pes de l'aire que hi ha a sobre, que es mesura en termes de pressió atmosfèrica. La capa marina, i qualsevol banc de boira que pugui contenir, quedarà "aixafada" quan la pressió sigui alta i, per contra, es pot expandir cap amunt quan la pressió per sobre d'ella baixa.

## Observació
En cas de boira els aparells per al mesurament de la humitat relativa marquen valors propers al 100%. En conjunt, la boira és blanquinosa, llevat de les regions industrials, on pot tenir una tonalitat grisosa o groguenca, per la presència afegida de fums o partícules en suspensió.
De vegades, la posició de l'observador és enlairada i pot veure que la capa de boira no té gaire gruix. En les observacions és molt important identificar els objectes o elements geogràfics coneguts que actuïn de referència i se situïn a una distància inferior a 10 km del lloc de l'observació per ajudar a determinar la diferència entre la boira (visibilitat menor a un km) i la boirina, els fums o la calitja (entre 1 i 10 km). En certes circumstàncies, mirant-ho atentament, es poden veure les gotes d'aigua en suspensió. No hi ha una època de l'any on sigui més freqüent l'observació de la boira, i està molt lligada a la geografia de l'indret des d'on s'observa, malgrat tot, la meitat freda de l'any és l'època més favorable. En el cas de boires marítimes, la primavera i la tardor són les èpoques més propícies.

## Efectes
Els principals efectes de la boira persistent són: 
- Estabilitzar la temperatura ambient en nivells baixos, inclòs per sota de 0°c, fent impossible l'alternança de temperatures dia/nit.
- Dificulta la visibilitat, reduint la visió a vuit o deu metres en casos extrems. Quan la visibilitat supera un quilòmetre es considera boirina.[15]
- Incrementa els efectes negatius de la contaminació atmosfèrica, per manca de ventilació.
- Augmenta la sensació de fred de forma important.

## Tipus

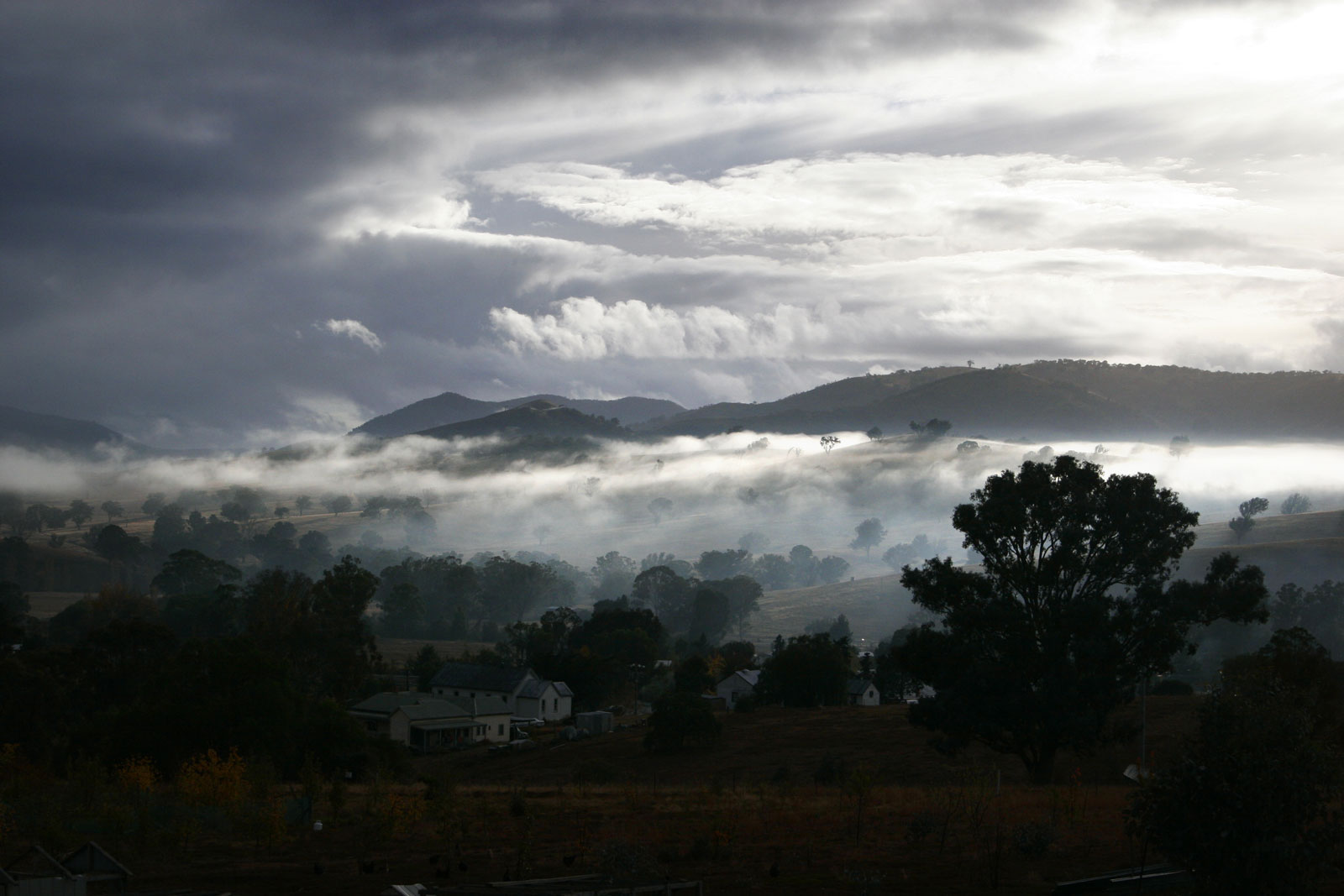
Boira matinal en una regió muntanyosa. La humitat retinguda en el bosc afavoreix l'aparició d'aquest tipus de boires.

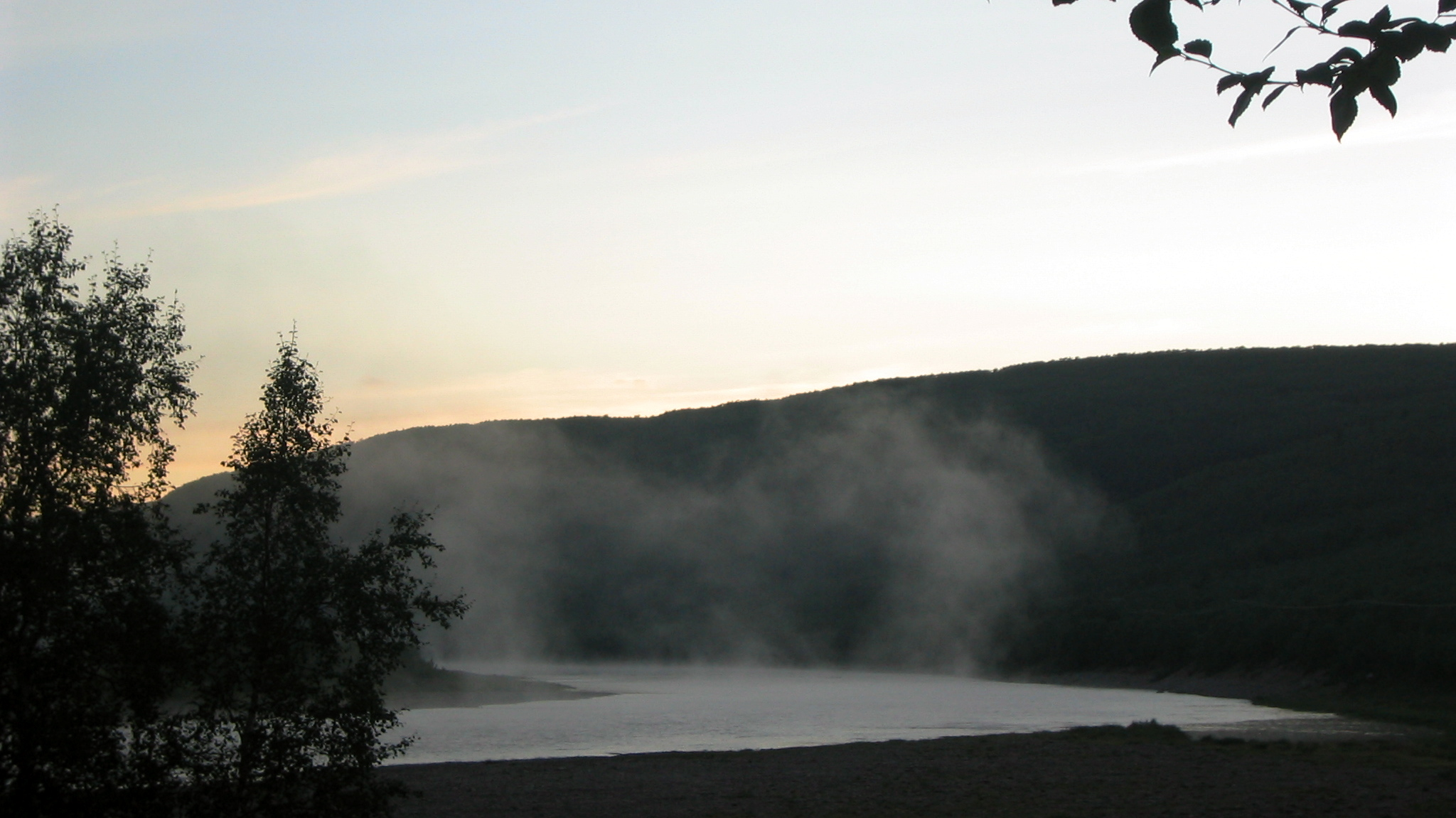
Boira de vapor en ple estiu al riu Teno, a la frontera noruec-finesa.

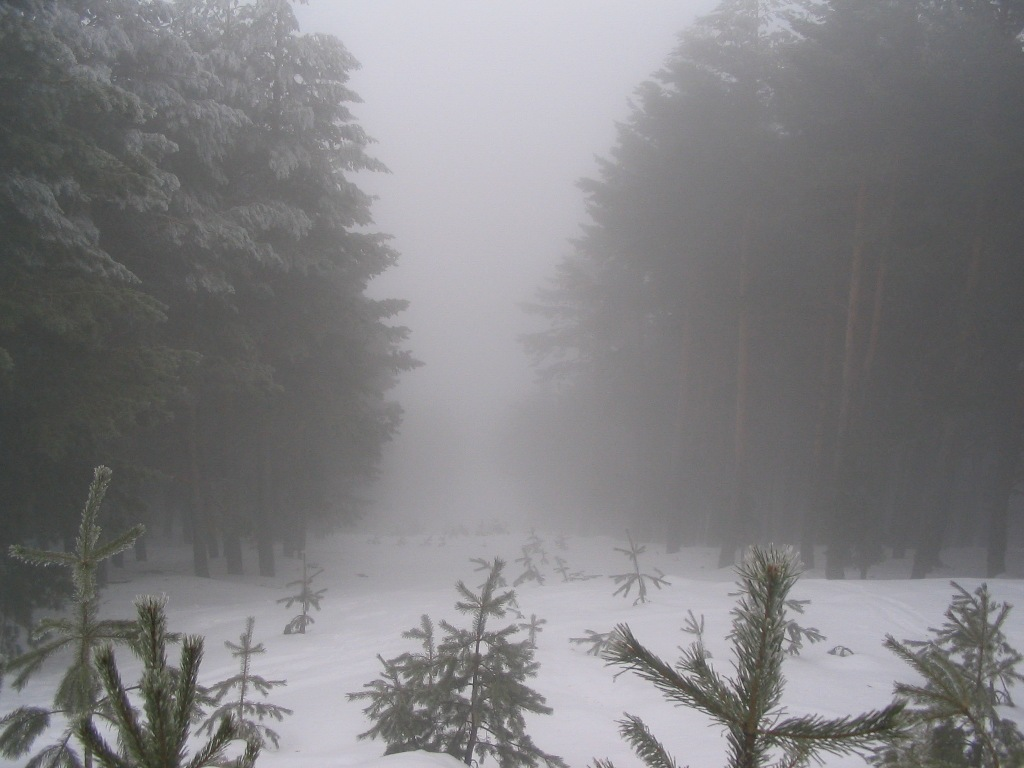
Boira hivernal a la muntanya.

D'acord amb els processos físics de generació, es distingeixen diversos tipus de boires:
- De radiació. Es formen pel descens de la temperatura de l'aire en contacte amb la superfície que es troba més freda, per efecte de la pèrdua de calor per radiació nocturna. Són pròpies de nits clares i estables, formant-se una inversió tèrmica en superfície; la baixada de la temperatura produeix en primer lloc rosada o gelada i a continuació estrats de boira, en transmetre’s el fred a les capes baixes de l'aire. Tot i que la formació requereix estabilitat atmosfèrica, és necessària la presència de vent feble, entre 3 i 10 km/h, que agiti lleugerament l'aire i afavoreixi la mescla, per difusió turbulenta, amb les capes immediatament superiors.[2]
- D'advecció. Tenen lloc quan es refreden les capes superficials de l'aire que es desplacen horitzontalment. L'origen pot ser doble: pel desplaçament d'aire càlid i humit per sobre d'una superfície freda o per l'arribada d'una massa d'aire freda a sobre d'una superfície càlida. El primer cas és molt freqüent sobre el mar quan l'aire càlid transita sobre d'una àrea d'aigües fredes i es crea llavors una boira molt densa i estratificada a baixa altura, la seva intensitat depèn del contrast tèrmic entre l'aire càlid i l'aigua freda. El seu màxim desenvolupament s'afavoreix amb vents de velocitats entre els 6 i els 24 km/h, amb velocitats inferiors queda reduïda a un estrat superficial feble per manca de mescla a diferents nivells de l'aire i amb vents més forts, la boira s'eleva i dona origen a cels tapats per núvols baixos. El segon tipus de boires d'advecció són les anomenades boires d'evaporació, són de poc gruix i aspecte fumejant i vaporós, es tracta d'un fenomen habitual en llacs d'aigües càlides en passar aire fred per sobre seu, o sobre els corrents oceànics càlids, o en qualsevulla zona costanera en temps de fort contrast entre el terra molt fred i el mar molt més càlid.[2]
- Industrials. Són una varietat de boires de radiació típiques de fons de vall i depressions topogràfiques pròximes a ciutats i extensos nuclis industrials. En aquestes àrees la manca de ventilació per efecte de la topografia se suma amb l'emissió a l'aire de partícules higroscòpiques procedents de l'activitat urbana i fabril i es formen boires espesses, amb humitats de vegades alguns punts inferiors al 100%. La barreja de boira amb fums i altres contaminants dona lloc al boirum, d'efectes nocius per a la salut.[2]
- Frontals. S'associen al pas d'un front càlid per un territori. Aquest front ha d'estar molt a prop de la superfície. Són molt poc usuals a Catalunya.[2]

Algunes de les boires més espesses que poden reduir la visibilitat a tan sols uns pocs metres dipositen aigua sobre el terreny, com un fi plugim, són les anomenades popularment boires ploraneres o pixaneres.

## Boira gebradora
La boira gebradora és la formada per gotes d'aigua en subfusió que es congelen i es dipositen sobre els objectes amb què entren en contacte.
La boira gebradora és comuna a baixa altitud quan la situació de boira està acompanyada per temperatures ambientals per sota dels 0 °C. En els cims de les muntanyes exposades a núvols baixos també és freqüent la boira gebradora. És equivalent a la pluja gelant i és del mateix tipus que el gel que es forma en els frigorífics que no són del tipus sense gel (no frost).
Un tipus de boira gebradora també es dona en condicions de molt fred, a o per sota dels −35 °C, i només és comuna a l'Àrtida i Antàrtic.

## Boira i trànsit

Senyal de boira per al trànsit viari a l'Estat espanyol

- La boira redueix la visibilitat, i fins i tot causa que aeroports, ports, carreteres, siguin inutilitzables,[16] o que només es poden fer servir amb molta precaució i poca velocitat.[17]
- Algunes aeronaus poden volar amb boira mitjançant l'ús d'instrumentals incloent el radar meteorològic doppler.[18]
- En la navegació costanera i fluvial, els naus i el fars fan servir una sirena de boira quan la visibilitat és baixa.[19][20]
- En aeroports militars, s'ha intentat combatre la boira amb Fog Investigation and Dispersal (FIDO) a través de l'ús de calor o dispersant partícules de sal en l'aire, la qual cosa ha tingut cert èxit quan la temperatura està sota 0 °C.[21]

## Comparació amb altres fenòmens meteorològics
Diferències entre aerosols de pols i d'aigua:
| Meteor  | Visibilitat | Humitat | Aerosol            |
| ------- | ----------- | ------- | ------------------ |
| Boira   | <1 km       | 90-100% | Aigua o gel        |
| Boirina | 1 a 10 km   | 80-90%  | Aigua o gel        |
| Pluja   | <3 km       | 100%    | Aigua o gel        |
| Plugim  | <1 km       | 100%    | Aigua o gel        |
| Calitja | >2 km       | < 80%   | Partícules sòlides |
| Broma   | <2 km       | < 80%   | Partícules sòlides |

## Símbols meteorològics[22]
| Símbol | Nombre | Descripció |
| --- | ------ | --- |
| Pegats de boira, no més de 2 m sobre el terra. | 11     | Pegats de boira, de no més de 2 m sobre el terreny                                                                                        |
| Més o menys boira suau contínua. | 12     | Més o menys boira suau contínua, de no més de 2 m sobre el terreny                                                                        |
| Boira o boira gebradora acabada durant l'última hora. | 28     | Boira o boira de gel, finalitzada 1 h abans                                                                                               |
| Boira a distància en el moment de l'observació, però no a l'estació durant l'hora precedent, amb la boira estenent-se cap a un nivell superior a l'observador. | 40     | Boira a distància en el moment de l'observació, estenent-se a un nivell per sota de l'observador, però no a l'estació en l'hora precedent |
| Boira no contínua. | 41     | Boira no contínua |
| Boira amb cel visible (s'ha desfet en la darrera hora). | 42     | Boira que permet veure el cel, aprimant en l'última h                                                                                     |
| Boira que no deixa veure el cel, s'ha esclarit en la darrera hora.                                                                                             | 43     | Boira que fa invisible el cel, aprimant en l'última h                                                                                     |
| Boira que permet veure el cel, sense canvis aparents en la darrera hora.                                                                                       | 44     | Boira que permet veure el cel, sense canvis aparents en l'última h                                                                        |
| Boira que fa invisible el cel, sense canvis aparents en l'última hora.                                                                                         | 45     | Boira que fa invisible el cel, sense canvis aparents en l'última h                                                                        |
| Boira que permet veure el cel, començant o ja està espessa en la darrera hora.                                                                                 | 46     | Boira que permet veure el cel, començant o ja està espessa en l'última h                                                                  |
| Boira que impedeix veure el cel, començant o s'ha espessit durant la darrera hora.                                                                             | 47     | Boira que impedeix veure el cel, començant o ja està espessa en l'última h                                                                |
| Boira gebradora, cel visible. | 48     | Boira, cencellada, cel visible |
| Boira gebradora, cel invisible. | 49     | Boira, cencellada, o boira gelada cel invisible                                                                                           |